# Zima v kaňonu
Zima v kaňonu (1972, Canyon Winter) je dobrodružný román pro mládež, který napsal od americký spisovatel Walt Morey. Román vypráví příběh patnáctiletého chlapce, který je po havárii letadla nucen strávit zimu ve srubu osamělého lovce v kaňonu Skalistých hor. Podle poznámky autora jsou místa děje fiktivní, ale pro jejich popis je použit Pekelný kaňon, kterým protéká Hadí řeka.

## Obsah románu
Hlavním hrdinou románu je patnáctiletý syn bohatého průmyslníka Petr Grayson. Ten koncem listopadu letí firemním letadlem za svým otcem na ranč vysoko v horách. Letadlu však vysadí motor a to se zřítí. Petr havárii přežije, ale pilot zahyne. Protože se při letu letadlo vychýlilo asi o dvacet mil z plánované trasy, Petr pochopí, že zůstal sám a bez pomoci v opuštěné divočině v podhůří Skalistých hor. Vyhladovělý a unavený nalezne po dvou dnech bloudění srub samotáře Omara Picketta, který již padesát let žije osaměle v krásném kaňonu s panenským lesem.
Omar se zpočátku nechová k Petrovi nijak vlídně, protože má podezření, že Petr patří k lidem od Zemské dřevařské společnosti, která chce v kaňonu kácet pro zisk metodou holoseče a proměnit tak kaňon v pustinu. Když však zjistí, že tomu tak není, s Petrem se spřátelí, a protože z kaňonu není do jara úniku, stane se jeho učitelem v poznávání přírody a v umění, jak přežít v divočině.
Jednoho dne se Omar nachladí při záchraně srny, dostane horečku a po krátké nemoci zemře. Petr zůstane odkázán sám na sebe, ale je od Omara dobře vycvičen. Když se na jaře vrátí do civilizace, zasadí se za záchranu lesa před výborem senátu ve Washingtonu.

## Česká vydání
- Zima v kaňonu, Albatros, Praha 1978, přeložil Radoslav Nenadál.